# Barre d'outils Google
La barre d’outils de Google (Google Toolbar), créée par Google, était un objet optionnel pour deux des navigateurs Web principaux : celle-ci pouvait être soit une extension pour Mozilla Firefox, soit un plugin pour Internet Explorer. Le 12 décembre 2021, l'outil n'est plus disponible au téléchargement et le site web redirige désormais vers une page du support Google.

## Description
Elle contient un champ de remplissage qui permet de lancer une recherche sur Internet, soit en recherche classique soit en recherche dans les images, les actualités… Elle peut bloquer les fenêtres intruses, afficher le PageRank de la page, vérifier l’orthographe et aussi traduire automatiquement dans la fenêtre d’aide du pointeur les mots survolés de l’anglais vers une autre langue.
Dans un premier temps, cette extension n’est disponible que pour Internet Explorer. Des développeurs indépendants, sans affiliation à Google, lancent le projet Open Source « Googlebar », destiné à être l’équivalent pour Mozilla Firefox de la barre d’outils de Google. Le 8 juillet 2005, Google lance une version officielle de la barre d’outils pour le navigateur Mozilla Firefox.
La barre d’outils communique à Google les URL visitées, mais seulement si la fonctionnalité d'historique Web est activée, ce qui lui permet d'indexer aussi des documents habituellement inconnus. En effet, ordinairement les moteurs suivent chaque hyperlien trouvé dans une page pour indexer les documents ciblés, mais si un document existe sans être ainsi lié, rien ne mène à lui et le moteur ne le verra pas. Cette technique pour rendre une page confidentielle est ainsi mise en échec à l'avantage de Google qui a des résultats plus exhaustifs. Cette fonctionnalité est parfois décriée car elle est perçue comme un outil mouchard, notamment par Benjamin Edelman.

## Bogue et vie privée
En janvier 2010,  Benjamin Edelman - chercheur d'Harvard spécialisé dans les logiciels espions - a remarqué que, dans un ordinateur, même si certaines des fonctions de la Barre d'outils Google étaient désactivés, à savoir « Enhanced Features » (c'est-à-dire SideWiki et PageRank), ce service de Google continuait toujours de transmettre les données de navigation à l'entreprise. Le seul moyen d'empêcher l'envoi des données était de désinstaller cette barre d'outils.
Peu après, Google déclare que ce malentendu n'est autre qu'un bogue, avant de sortir une nouvelle version du logiciel.